# Гурово (Ольховский район)
Гурово — хутор в Ольховском районе Волгоградской области, административный центр Гуровского сельского поселения.
Население — 539 чел. (2010)

## История
Основан приблизительно в 1708 -1717 годах. Назван по фамилии первого поселенца. Хутор относился к юрту станицы Березовской до 1853 года, 1853 году был приписан к только созданной станице Островской, и частично заселен выходцами их  станиц Кумылженской и ГлазуновскойУсть-Медведицкого округа Земли Войска Донского (с 1870 - Область Войска Донского).К 70-м годам 19 века хутор интенсивно развивался. Из расписания станичным обществам Усть-Медведицкого округа 13 мая 1870 года, в хуторе Гуров Островской станицы: дворов – 86; мужского пола – 258; женского пола – 289; служилых казаков – 59, а в списке населенных мест Области Войска Донского по переписи 1873 года в хуторе Гуров при реке Ольховой станицы Островской: дворов уже 96, отдельных изб не составляющих двора – 30; мужского пола- 324, а женского – 328. Хутор за 3 года вырос на 105 человек видимо из-за заселения левого берега реки Ольховки (ныне улица Заречная). В данных переписи населения Российской империи в 1897 году в хуторе, мужского пола – 473 и женского – 492. По наличности к 1 января 1900 года в станице Островской нижних чинов строевого разряда кроме, находящихся на службе в частях первой очереди и местных командах, в хуторе Гуров было 140 казаков строевого разряда и 54 запасного.
Согласно алфавитному списку населённых мест Области Войска Донского 1915 года на хуторе имелось хуторское правление, Покровская старообрядческая церковь, Никольская старообрядческая церковь, Молитвенный старообрядческий дом во имя Рождества Богородицы( Все закрыты в 1925 г.), одноклассное приходское училище, паровая, водяная и ветряная мельницы, земельный надел составлял 9455 десятин, проживало 490 мужчин и 502 женщины.
С 1928 года — в составе Ольховского района Камышинского округа (округ ликвидирован в 1934 году) Нижневолжского края (Гуровский сельсовет передан из Арчединско-Чернушинской волости Усть-Медведицкого округа Сталинградской губернии), с 1935 года — Сталинградского края (с 1936 года — Сталинградской области, с 1961 года — Волгоградской области).
В период коллективизации создана коммуна «Луч Октября». Позднее - колхоз «Красный партизан».
В период Великой Отечественной войны в Гуровском сельсовете были призваны 199 человек, 117 человек из них не вернулись с фронта, 82 человека вернулись ранеными и контуженными.

## Общая физико-географическая характеристика
Хутор находится в степной местности, на реке Ольховке (преимущественно на правом берегу), в пределах Доно-Медведицкой гряды Приволжской возвышенности, на высоте около 110 метров над уровнем моря. Почвы тёмно-каштановые солонцеватые и солончаковые.
По автомобильным дорогам расстояние до областного центра города Волгоград — 190 км, до районного центра села Ольховка — 28 км.
Климат
Климат умеренный континентальный (согласно классификации климатов Кёппена — Dfa). Многолетняя норма осадков — 411 мм. Наибольшее количество осадков выпадает в июле — 48 мм, наименьшее в марте — 22 мм. Среднегодовая температура положительная и составляет + 7,0 °С, средняя температура самого холодного месяца января −9,3 °С, самого жаркого месяца июля +22,7 °С.
Часовой пояс
Гурово, как и вся Волгоградская область, находится в часовой зоне МСК (московское время). Смещение применяемого времени относительно UTC составляет +3:00.

## Население
Динамика численности населения
| 1859 | 1873 | 1897 | 1915 | 1987 | 2002 |
| ---- | ---- | ---- | ---- | ---- | ---- |
| 496  | 652  | 964  | 992  | ≈500 | 555  |

| 2010 |
| ---- |
| 539  |